# Naissance en 933
Naissance
- 929
- 930
- 931
- 932
- 933
- 934
- 935
- 936
- 937

Cette page dresse une liste de personnalités nées au cours de  l'année 933 :
- Hakim al-Nishaburi, érudit musulman sunnite, compilateur et spécialiste du hadith, auteur du célèbre Al-Mustadrak `alâ al-Sahîhayn.
- Huang Jucai, peintre chinois.
- Khuông Việt (en), ou Ngô Chân Lưu, moine bouddhiste vietnamien.

## Crédit d'auteurs
- Cet article est partiellement ou en totalité issu de l'article intitulé « 933 » (voir la liste des auteurs).